# Кеят на илюзиите
„Кеят на илюзиите“ (на френски: Quai des illusions) е драматичен филм от 1959 година на режисьора Емил Кузине с участието на Габи Морлей, Луи Сейжнер и Лиза Бурден, копродукция на Франция и Италия. Като асистент-режисьор във филма участва Серджо Леоне.

## В ролите
- Габи Морлей като госпожа Венсан
- Луи Сейжнер като господин Венсан
- Лиза Бурден като Лиза Венсан
- Фаусто Тоци като Фаусто
- Жоржет Анис като главната русалка
- Анри Арюс като идола на русалките[2]